# Maarten Asscher
Maarten Asscher (Alkmaar, 29 juni 1957) is een Nederlands schrijver en voormalig directeur bij Athenaeum Boekhandel in Amsterdam. Hij is een zoon van rechter Ben Asscher en is sinds 2017 mede-eigenaar van Uitgeverij Van Oorschot. Asscher debuteerde in 1992 met de bundel essayistische verhalen Dodeneiland en publiceerde daarna nog diverse boeken in verschillende literaire genres.